# توماس ماكهيو
توماس ماكهيو (بالإنجليزية: Thomas McHugh)‏ هو محامي وقاضي أمريكي، ولد في 26 مارس 1936.